# 王良三
仙后座Eta（仙后座η，η Cas）是一个位于北天拱极星座仙后座的恒星系统。中文星官名王良三。根据视差测量，这个恒星系统距离地球19.48光年

## 物理特性
仙后座Eta系统的主星恒星分类为G1V，使它成为类似太阳的G型主序星。因此它代表着如果我们从仙后座Eta看太阳的样子。该星有110%太阳质量和半径。视星等3.44，辐射出128%太阳光度，表面温度为5973K。它以悠闲的速度自转，恒星自转速度为3.5km/s。
更冷和暗的7.51等伴星的恒星分类为K8V的橙矮星。它只有47%太阳质量和半径。低质量的恒星以更慢的速度产生能量，所以这个伴星只有辐射出6%的太阳光度。表面温度为4036K。和太阳相比，它们氢氦以外的元素只有一半的丰度，也就是天文学说的金属量。
这是一个联星系统，在1779年8月被威廉·赫歇尔发现。这对恒星以超过480年的周期互绕。根据估计的轨道半长轴为12″，视差0.168″，两星的平均距离为71天文单位，天文单位就是太阳和地球的平均距离。然而，大的轨道离心率0.497表示它们的近拱点，或是最近的距离，会是36天文单位，远拱点大约距离106天文单位。作为比较，海王星的轨道半径大约为30天文单位。有6个更暗的光学伴星记录在华盛顿双星目录里。然而，没有一个是和仙后座Eta系统有关联的，事实上都是更远的恒星。
假设的行星环绕这个恒星系统的个别恒星，在这个系统里能够保持轨道长期稳定的区域，环绕主星最大的轨道半径大约为9.5AU，伴星为7.1AU。（火星环绕太阳的轨道是1.5AU）在2个恒星外环绕联星的行星至少需要235AU远。

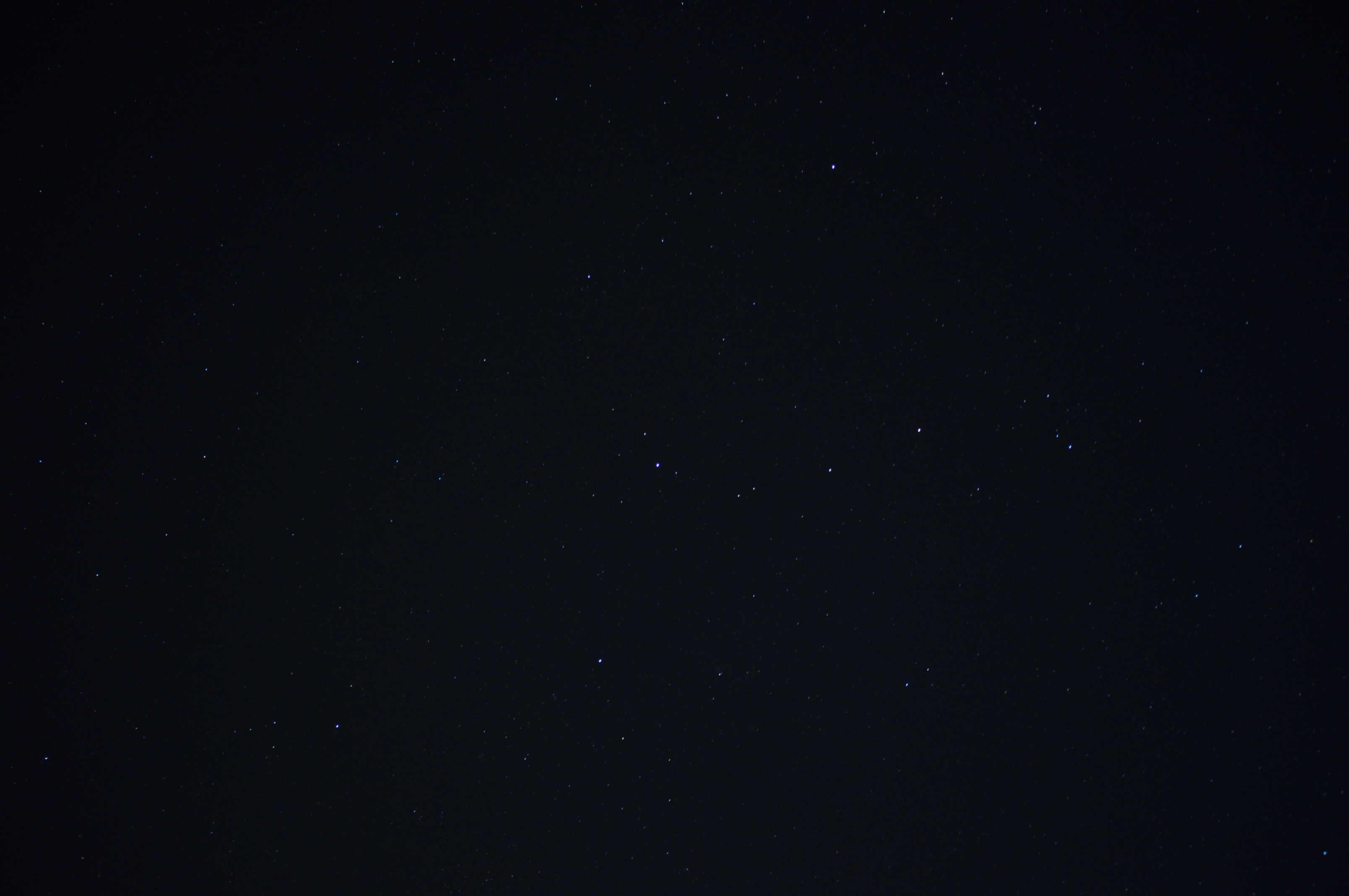
仙后座
仙后座Eta